# سامانه پرتاب بازکاربردپذیر

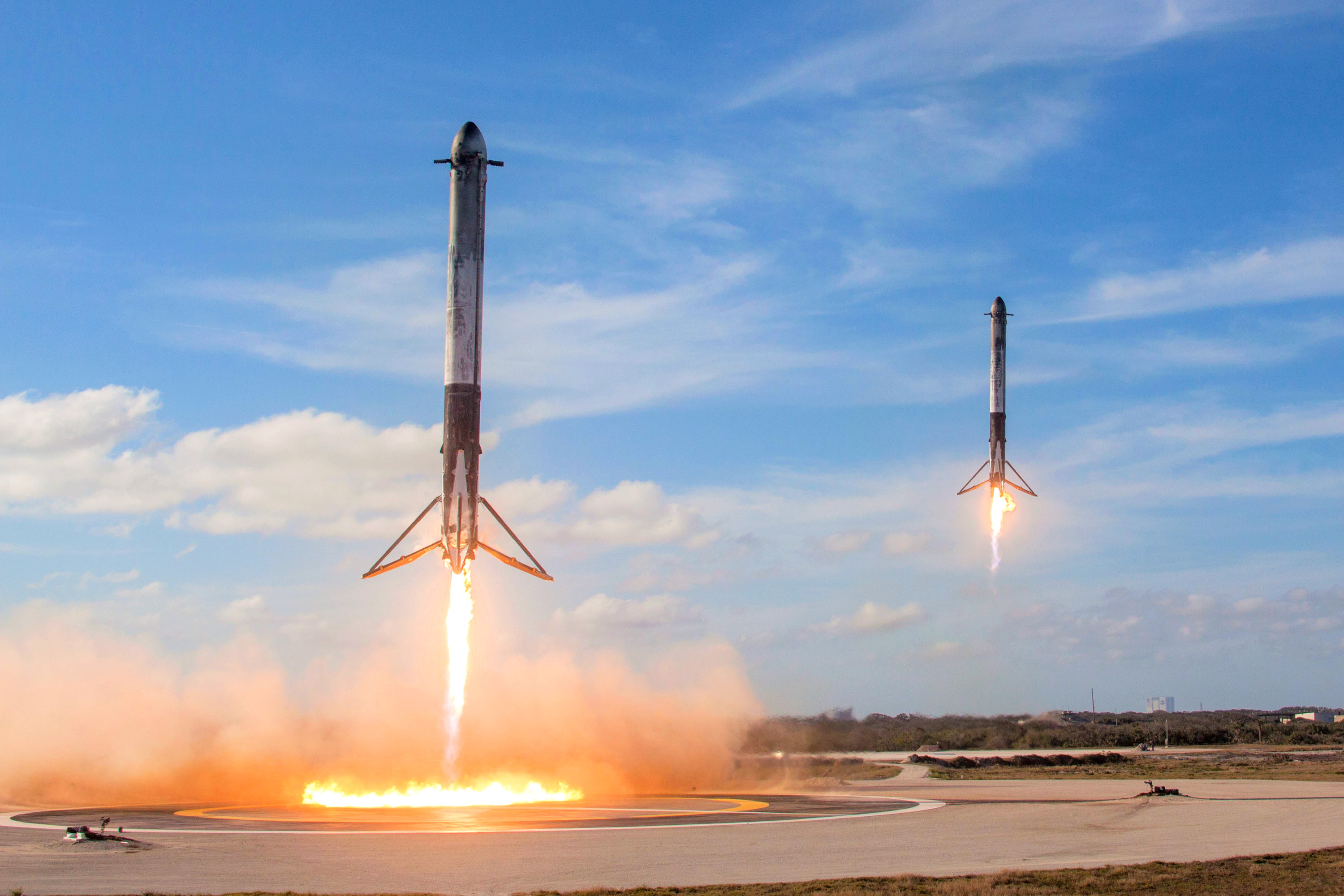
بوسترهای کناری فالکن هوی با قابلیت استفادهٔ مجدد در حال فرود در پایگاه نیروی هوایی کیپ کاناورال، مناطق فرود ۱ و ۲، طی پروازی آزمایشی در ۶ فوریهٔ ۲۰۱۸ م.

سامانه پرتاب بازکاربردپذیر (به انگلیسی: reusable launch system (RLS) یا reusable launch vehicle (RLV)) یا سامانهٔ پرتاب با قابلیت استفادهٔ مجدد، سامانهٔ پرتاب فضایی است که امکان استفادهٔ مجدد از قسمت یا تمام اجزای یک سیستم را برای استفادهٔ بعدی فراهم می‌آورد. تاکنون چندین سامانه با قابلیت استفادهٔ مجدد برای پرواز زیر مداری و تا حدودی پرواز مداری، به پرواز درآمده‌اند. با این حال مسائل طراحی بسیار چالش‌برانگیز هستند و هیچ سامانهٔ کامل پرواز مداری با استفادهٔ مجدد وجود ندارد. گسترهٔ وسیعی از ایده‌ها برای این نوع سیستم‌ها پیشنهاد شده‌اند که تعدادی از آن‌ها در عمل به پرواز درآمده‌اند.
.

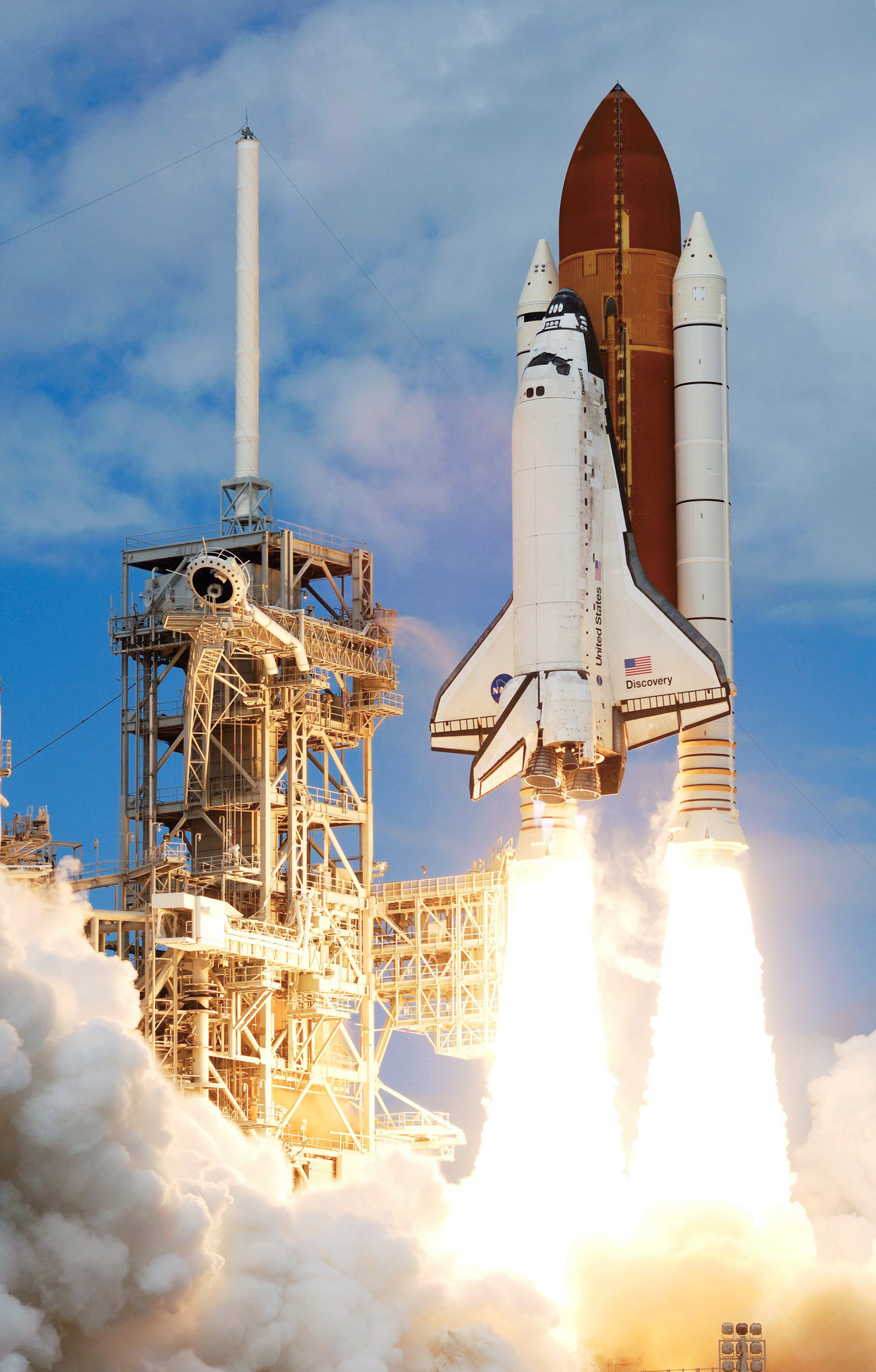
شاتل فضایی دیسکاوری در حال جدا شدن از سکوی پرتاب

نورث امریکن ایکس-۱۵ نخستین هواپیمایی بود که توانست به پرواز زیر مداری دست یابد. نخستین وسیلهٔ ترابری است که توانست به مدار برسد، شاتل فضایی ناسا بود. هدف از آن، کاهش هزینه‌های پرتاب نسبت به سامانه‌های یک‌بارمصرف پرتاب بود، اما در نهایت پرهزینه‌تر از آب درآمد. آخرین شاتل در سال ۲۰۱۱ کنار گذاشته شد.
پس از اعلام جایزهٔ ایکس انصاری، توجه‌های تجاری به پرتاب‌کننده‌ها با قابلیت استفادهٔ مجدد، افزایش یافت. راکت فالکن ۹ شرکت اسپیس‌اکس دارای مرحلهٔ اول تجدیدپذیر و مرحلهٔ دوم یک‌بارمصرف است و در حال حاضر در استفاده برنامهٔ خدمات تجاری ترابری مداری و پرتاب‌های تجاری ماهواره است. شرکت سکیلد کامپوزیتس دو فضاپیمای آزمایشی زیرمداری را برای شرکت ویرجین گلکتیک به پرواز درآورده است، همچنین راکت نیوشپرد شرکت بلو ارجین دارای مرحلهٔ اول تجدیدپذیر و مرحلهٔ دوم یک‌بارمصرف است، اما فعلاً در حال توسعه است و تنها توانایی پرواز زیرمداری را دارد. چندین وسیلهٔ ترابری یا سامانهٔ کامل تجدیدپذیر دیگر نیز در دست توسعه هستند.